# Сігурд Зміїноокий
Сігурд Зміїноокий (Sigurd Orm-i-Øje, д/н — бл. 867) — напівлегендарний конунг данів в Сконе і Зеландії. Своє прізвисько отримав за відмітку на оці. На думку сучасних вчених вона була результатом мутації гена PAX6.

## Життєпис
Один зі синів Рагнара Лодброка, конунга Сконе і Галланда. Про дату народження нічого невідомо. Замолоду став брати участь у походах батька до Гардарікі та Піктії. У 854 році скористався загибеллю конунга Ютландії Горіка I, захопивши значну частину Зеландії. У 865 році після смерті батька брав участь у поході на чолі з братами Гальфданом і Іваром до Британії. Спочатку було переможено Едмунда, короля Східної Англії. Останній вимушений забезпечити данів харчами та кіньми. У 866 році суходолом рушили проти Нортумбрії. Тут у 867 році було переможено нортумбрійського короля Еллу II. У відплату за страту батька Сігурд з братами жорстоко покарали Еллу II.
Після цього повертається до рідних земель, де стає конунгом Сконе і Зеландії. Втім влада в Зеландії була не досить певною. Вів війни з іншими конунгами данів. Згідно з «Пасма про синів Рагнар», Сігурд загинув у битві з конунгом Ернульфом. Владу над Сконе успадкував його син Све Сігурдсон. Згодом онук Сігурда — Кнут — вперше об'єднав усі володіння данів. За іншою версією, Кнут був сином Сігурда Зміїноокого.